# Новый Свет (Липецкая область)
Но́вый Свет — посёлок Дубовского сельсовета Добринского района Липецкой области. Стоит на левом берегу реки Лукавки на границе с Грязинским районом. На противоположном берегу — деревня Садовая.
Возник в 1920-х годах. В начале 1932 года в нём проживали 326 человек .
В названии в символической форме отражен светлый путь к новой жизни.

## Население
| 2010 |
| ---- |
| 26   |